# ФК Завод 12
Завод 12 е бивш български футболен отбор от София. Има 3 сезона в А група.

## История
Клубът е основан през 1947 г. под името Металик. От 1951 г. е преименуван на Завод 12 (София). През 1953 г. се класира на първо място в Софийската Б група и влиза в А група. Още през първата си година в елита Завод 12 се класира на престижното 4 място, изпреварвайки шампиона от 1953 г. Левски (София). След това участва още 2 години в А група, като и в двете завършва на 11 място. Отпада в Б група и през 1957 г. завършва на 5 място в Северната Б група. След края на шампионата е взето решение през следващия сезон едно дружество да няма повече от един отбор в А или Б РФГ. По тази причина Завод 12, който е в структурата на ДФС „Славия“, е изваден от Северната Б РФГ, а на негово място е поставен Добруджа. Завод 12 е разформирован след края на този сезон. След 1990 г. участва в Работническото първенство под името Балканкар (София). През 1997 футболния клуб е възстановен под името Девълс, от 1999 се казва Раковски-Девълс, след 2001 г. – Раковски (кв. Сердика). Този отбор обаче игра няколко сезона в окръжните групи и през 2003 г. се разпадна и сега има само юношеска формация – Раковски-юноши. Завод 12 е единственият футболен клуб в България, който има положителна статистика от мачовете си с Левски София в А група до от 1993 до 2012 година, когато към тях се присъединява и Лудогорец (Разград). Заводският тим има 2 победи над „сините“, а те над него само една.

## Успехи
- Осминафиналист за купата на страната през 1954, 1955 и 1956 г.
- 3 участия в А група (1954 – 4 място, 1955 – 11 място и 1956 – 11 място).

## Известни футболисти
- Димитър Йорданов – Кукуша
- Стефан Геренски
- Стоян Китов
- Димитър Попдимитров
- Петър Панагонов
- Александър Илиев
- Иван Димитров

## Известни треньори
- Димитър Байкушев
- Александър Илиев
- Петко Николков